# صلح‌دارکلا (سی‌مرغ)
صلحدارکلا، روستایی است از توابع شهرستان سیمرغ در استان مازندران ایران.

## جمعیت
این روستا در تالارپی قرار داشته و براساس آخرین سرشماری مرکز آمار ایران که در سال ۱۳۸۵ صورت گرفته، جمعیت آن ۱۱۲نفر (۲۸خانوار) بوده‌است.